# Deutsche Fachwerkstraße

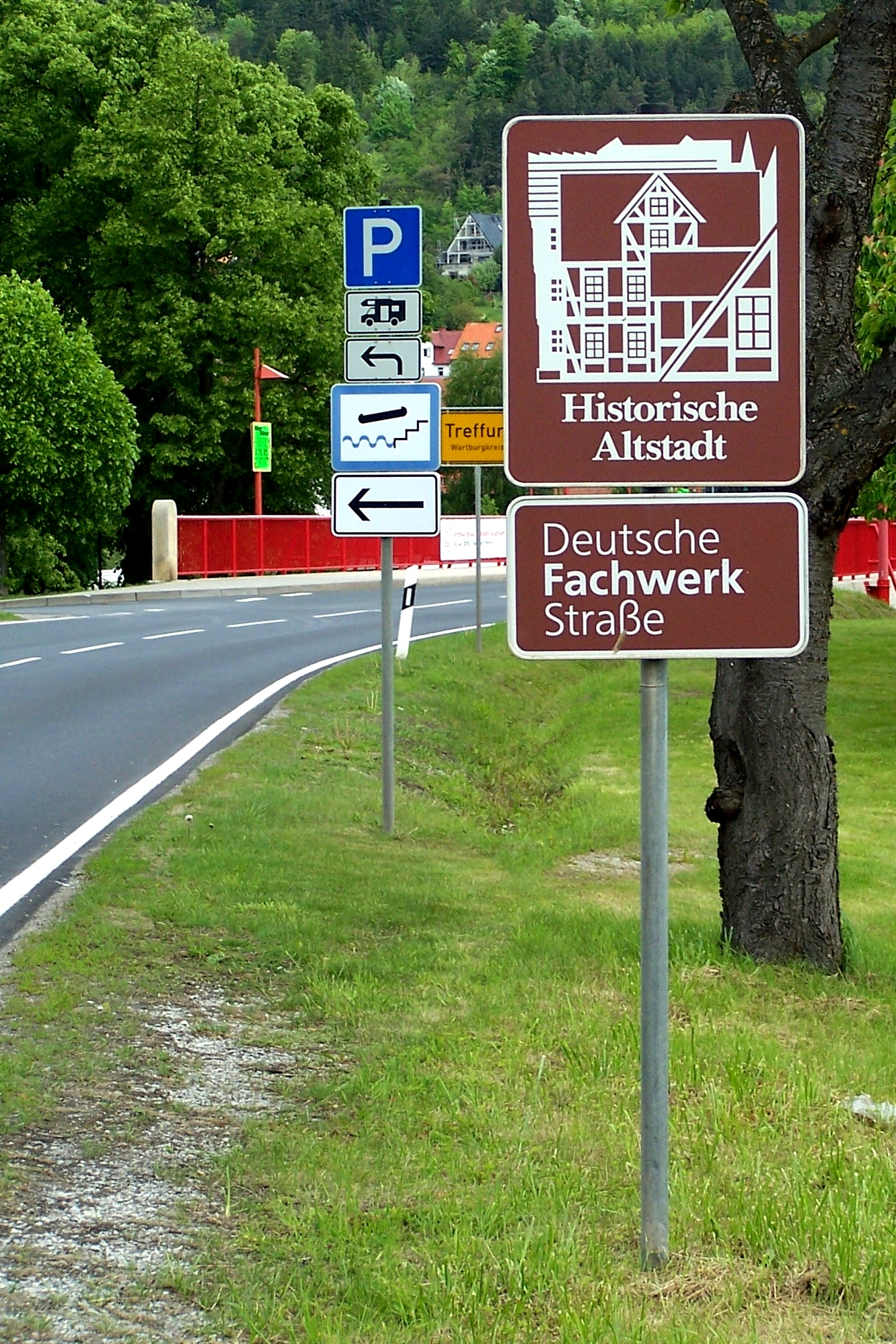

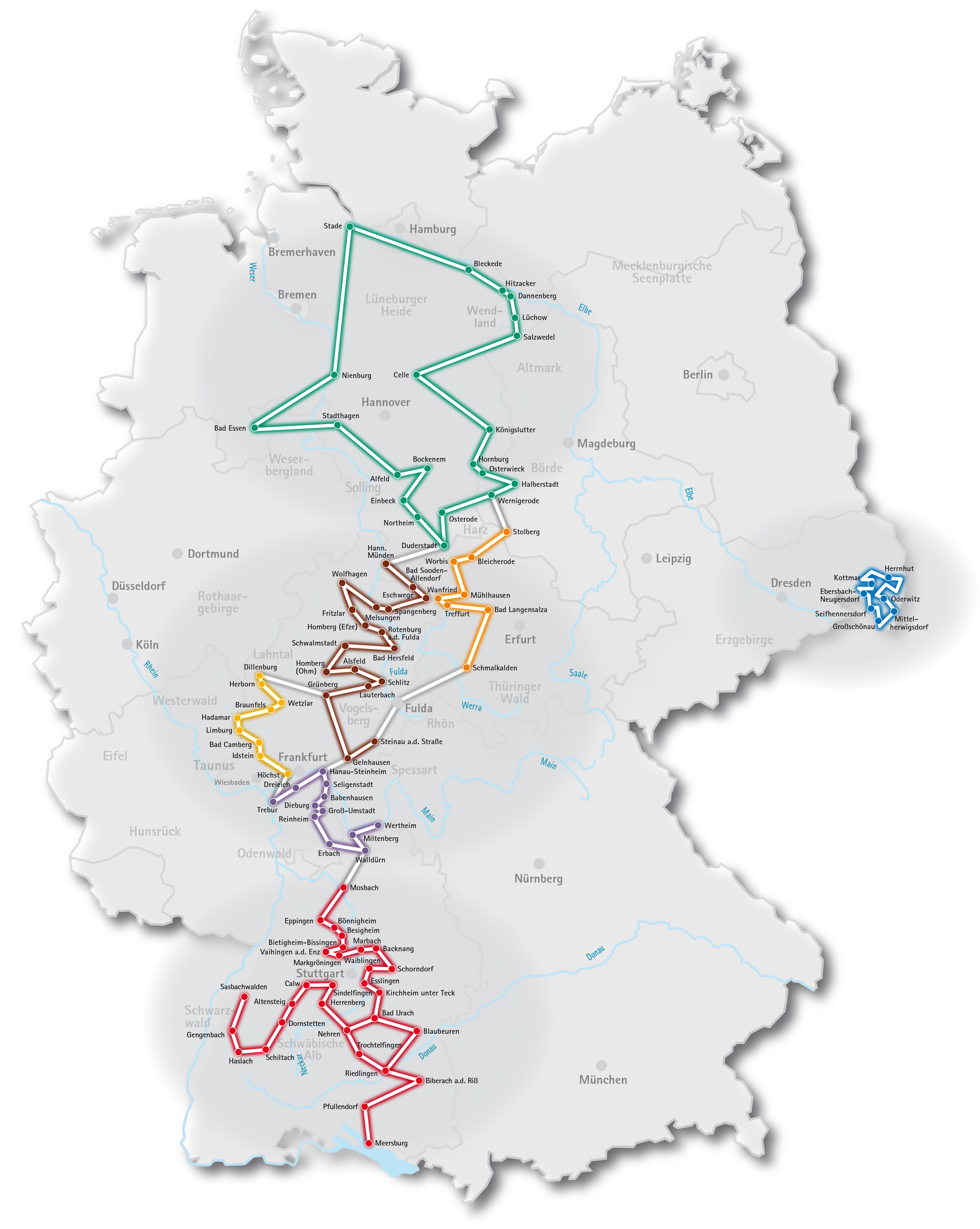

De Deutsche Fachwerkstraße is een toeristische autoroute in Duitsland. De bewegwijzerde route loopt langs steden met vakwerkhuizen, over een afstand van ongeveer 3900 kilometer in acht etappes. De route loopt onder andere door de Harz, het Weserbergland en het Zwarte Woud.